# Rokliny

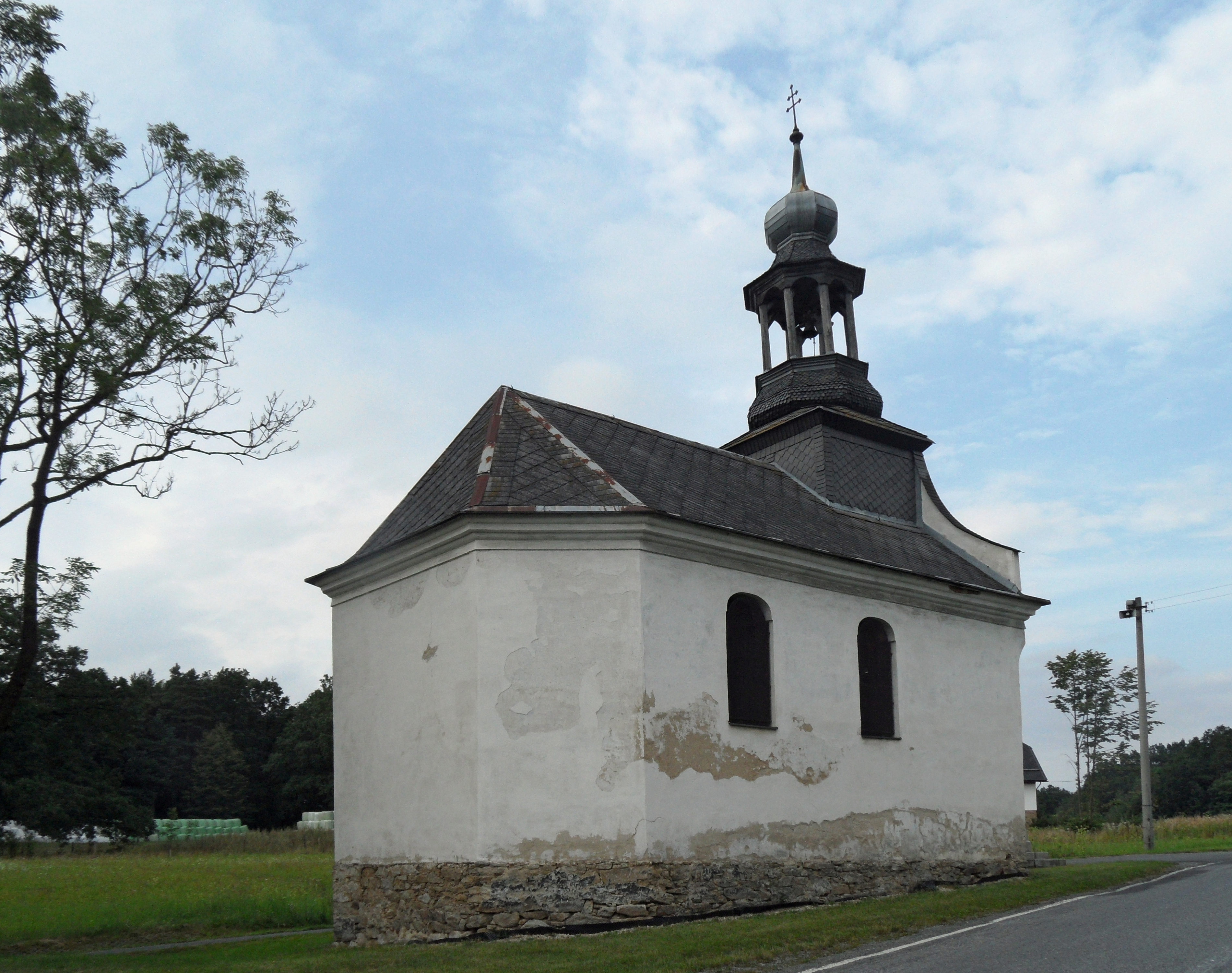
Kapelle Mariä Geburt

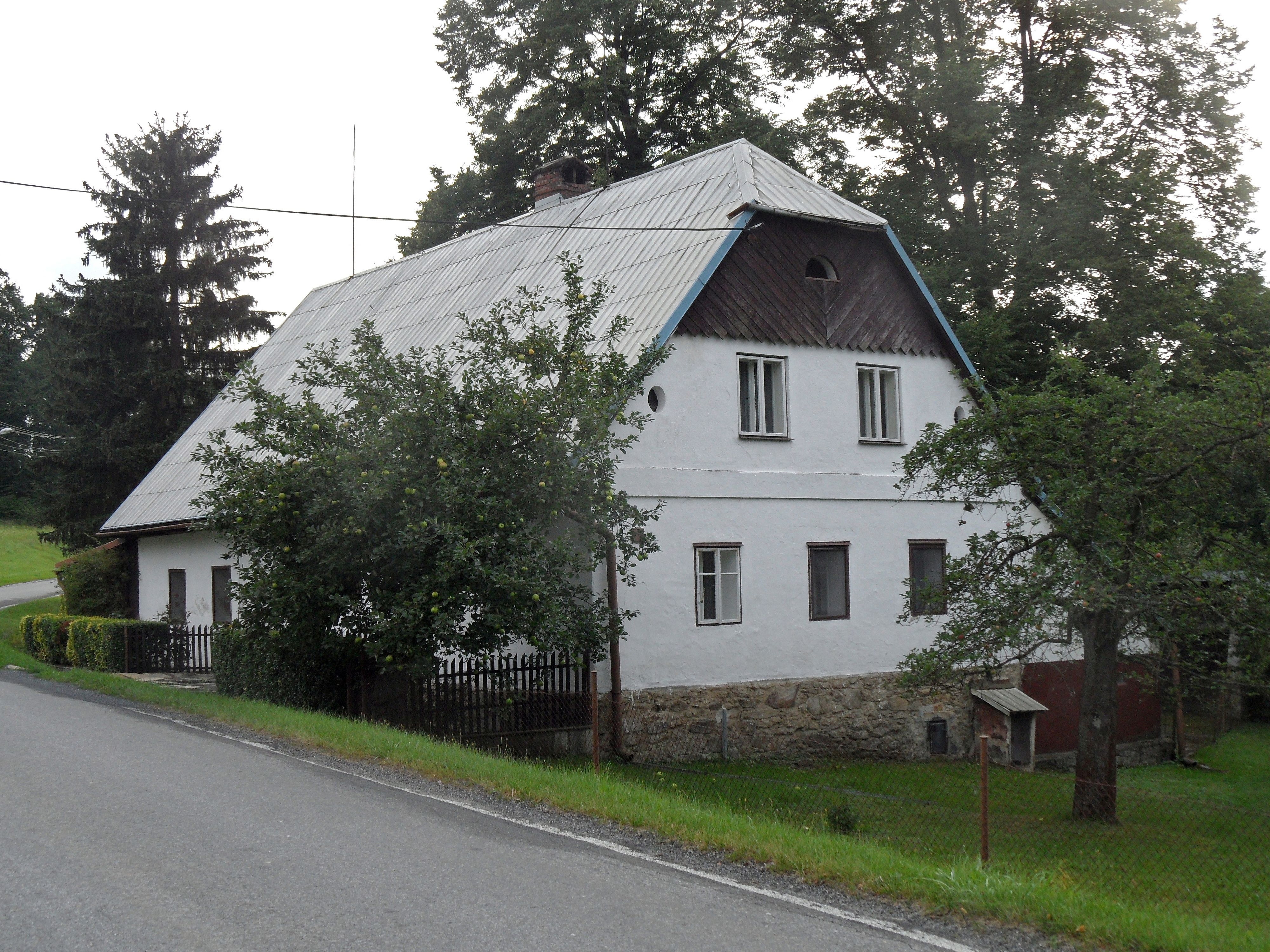
Eines der Häuser

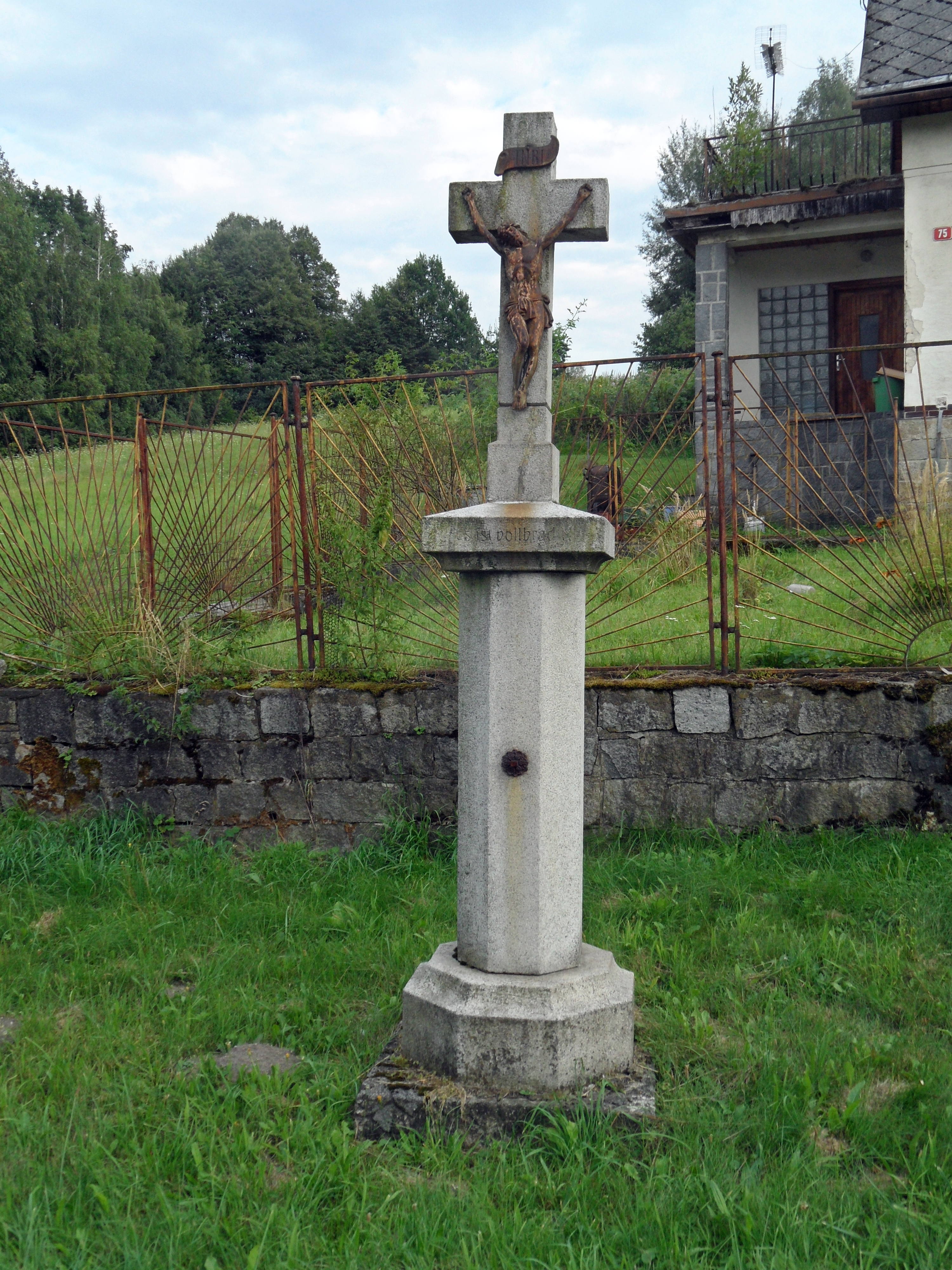
Steinkreuz vor dem Haus Nr. 75

Rokliny, bis 1948 Šropengrunt (deutsch Schroppengrund), ist eine Grundsiedlungseinheit der Gemeinde Černá Voda in Tschechien. Sie liegt fünfeinhalb Kilometer östlich von Žulová und gehört zum Okres Jeseník.

## Geographie
Rokliny befindet sich in einem kleinen Seitental rechtsseitig des Černý potok in der Žulovská pahorkatina (Friedeberger Hügelland). Südlich erheben sich der Strážný vrch (Wachhübel, 379 m n.m.) und der Bukový vrch (Buchberg, 424 m n.m.), im Nordwesten der Smolný vrch (Kienberg, 424 m n.m.). Gegen Norden liegt das Wildgehege Rokliny. Durch Rokliny führt die Staatsstraße II/456 zwischen Žulová und Mikulovice.
Nachbarorte sind Malá Kraš, Habina (Habichtbaude), Nová Malá Kraš und Štachlovice  im Norden, Dolní Červená Voda und Stará Červená Voda im Nordosten, Nová Červená Voda im Osten, Nové Podhradí und Černá Voda im Südwesten, Dolni Dvůr (Niederhof) und Žlíbek (Schlippengrund) im Westen sowie Kobylá nad Vidnavkou und Hukovice im Nordwesten.

## Geschichte
Nachdem die Familie von Mükusch und Buchberg 1616 das Gut Nieder Rothwasser und im Jahr darauf auch die rittermäßige Erbscholtisei Schwarzwasser erworben hatte, ließ sie im 17. Jahrhundert im Kubengrund eine neue Siedlung anlegen. Benannt wurde diese nach der Siedlerfamilie Schropp mit Schroppengrund; der Name wurde bald auch auf das gesamte Tal übertragen. Im Jahre 1797 verkaufte der Gubernialrat und Hauptmann Ernst von Mükusch und Buchberg das Gut Nieder Rothwasser an Kaspar von Sternberg-Rudelsdorf.
Im Jahre 1836 bestand Schroppengrund aus 32 aneinandergereihten Häusern, in denen 223 deutschsprachige Personen lebten.
Haupterwerbsquellen waren der Ackerbau, die Spinnerei, der Tagelohn und einige Gewerbe. Im Ort gab es eine Mahlmühle, eine Brettsäge, eine Branntweinbrennerei und ein Bräuhaus. Zur Ortsgemeinde Schroppengrund wurden auch die gräflich Sternbergischen Anteile von Alt Rothwasser, Neu Rothwasser und Schwarzwasser zugerechnet. Pfarr- und Schulort war Alt Rothwasser. Bis zur Mitte des 19. Jahrhunderts blieb Schroppengrund dem Gut Nieder Rothwasser untertänig.
Nach der Aufhebung der Patrimonialherrschaften bildete Schroppengrund ab 1849 eine Gemeinde im Gerichtsbezirk Weidenau. Ab 1869 gehörte das Dorf zum Bezirk Freiwaldau, zugleich erfolgte die Eingemeindung nach Schwarzwasser. Zum Ende des 19. Jahrhunderts wurde der tschechische Ortsname Šropengrunt eingeführt. Im Jahre 1900 hatte Schroppengrund 203 Einwohner und bestand aus 39 Häusern. Beim Zensus von 1921 lebten in den 37 Häusern von Schroppengrund 209 Personen, darunter 207 Deutsche. 1930 hatte Schroppengrund 204 deutschsprachige Einwohner. Nach dem Münchner Abkommen wurde das Dorf 1938 dem Deutschen Reich zugesprochen und gehörte bis 1945 zum Landkreis Freiwaldau. Nach dem Ende des Zweiten Weltkrieges kam Šropengrunt zur Tschechoslowakei zurück; die meisten der deutschsprachigen Bewohner wurden 1945/46 vertrieben. Ein Teil der Häuser wurde später abgerissen. 1948 erfolgte die Umbenennung in Rokliny. Bei der Gebietsreform von 1960 wurde der Okres Jeseník aufgehoben und Rokliny in den Okres Šumperk eingegliedert. 1961 verlor Rokliny den Status eines Ortsteils von Černá Voda. Seit 1996 gehört Rokliny wieder zum Okres Jeseník. Beim Zensus von 2001 lebten in den 10 Wohnhäusern von Rokliny 14 Personen. Insgesamt besteht der Ort heute aus 14 Häusern.

## Ortsgliederung
Die Grundsiedlungseinheit Rokliny bildet einen Katastralbezirk.

## Sehenswürdigkeiten
- Klassizistische Kapelle Mariä Geburt im Ortszentrum, errichtet am Übergang vom 18. zum 19. Jahrhundert. Vor der Kapelle steht ein Steinkreuz. Die Kapelle ist ein Kulturdenkmal.
- Nischenkapelle am Ortsausgang nach Stará Červená Voda
- Steinkreuz vor dem Haus Nr. 75

## Söhne und Töchter des Ortes
- Hermann Brosig (1906–1994), deutscher Kurarzt